# آرتور منگه
آرتور منگه (به آلمانی: Arthur Menge) (زاده ۲ آوریل ۱۸۸۴ - درگذشته ۱۶ مه ۱۹۶۵) سیاستمدار آلمانی که از سال ۱۹۲۵ تا سال ۱۹۳۷ شهردار هانوور بوده‌است.

## شرح حال
وی حقوق تحصیل کرد و سپس به عنوان کمک حقوقی در شهرداری هانوور ۱۹۱۱ مشغول به کارشد. از ۱۹۱۴ تا ۱۹۱۸ سناتور صنعت و اقتصاد و تغذیه بود و در نهایت مدیر شرکت قطارهای خیابانی هانوفر شد. در سال ۱۹۱۹ وی برای حزب هانوفری-آلمان به عنوان نمایندهٔ مدعی العموم انتخاب شد و سرانجام با انتخابات دوباره در سال ۱۹۲۴، به عنوان شهردار هانوفر از سال ۱۹۲۵ معرفی گردید. حتی با وجود قدرت گرفتن حزب سوسیال دموکرات(اس پ د)و هم زمان حزب نازی، وی این اداره را تا سال ۱۹۳۷ اداره نمود.
در زمان شهرداری او، دریاچهٔ ماش ساخته شد و پارک هرمان لونز و باغ هرن هاوزن تکمیل گشت.

## پس از جنگ
با پایان جنگ جهانی به عنوان نمایندهٔ حزب تازه تأسیس نیدرزاکسن انتخاب شد گرچه به علت مریضی در دسامبر سال ۱۹۴۵ این اداره را ترک کرد.